# Trichoferus holosericeus
Trichoferus holosericeus är en skalbaggsart som först beskrevs av Rossi 1790.  I den svenska databasen Dyntaxa används istället namnet Trichoferus cinereus. Trichoferus holosericeus ingår i släktet Trichoferus och familjen långhorningar.
Artens utbredningsområde är:
- Corsica.
- Frankrike.
- Iran.
- Israel.

Arten har ej påträffats i Sverige. Inga underarter finns listade i Catalogue of Life.

## Bildgalleri

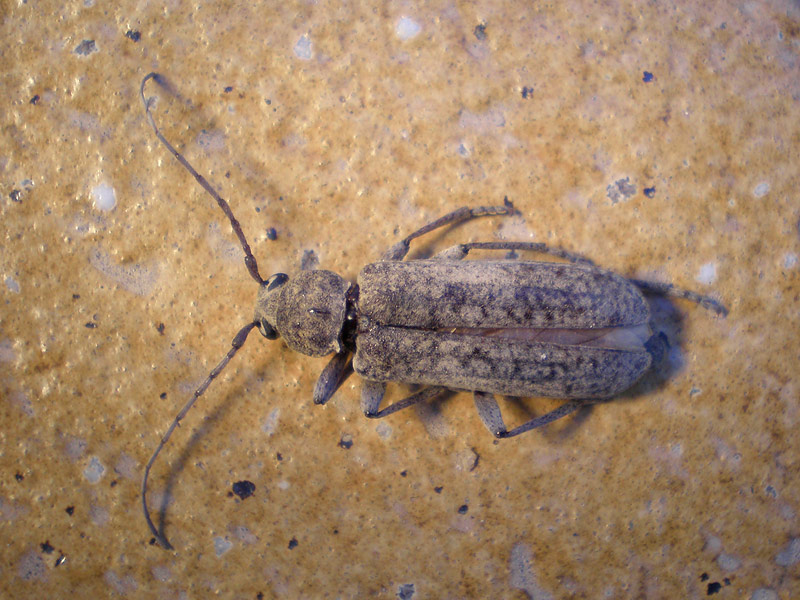